# Bernardo Vittone
Bernardo Antonio Vittone, född 19 augusti 1704 i Turin, död 19 oktober 1770 i Turin, var en italiensk arkitekt under senbarocken.
Vittone, som var elev till Guarino Guarini, betonar i sina sakrala byggnadsverk, företrädesvis i kyrkan Santa Chiara (1742) i Bra, kyrkorummets vertikalitet med ett sällsynt högt kupolrum. Vittone koncentrerade sig på centralkyrkor med tonvikt på höjdsträvan. Han laborerade i sina kyrkorum med ljuset som ett abstrakt element, vilket konkretiseras i mötet med den arkitektoniska strukturen.